# Dicyphus paddocki
Dicyphus paddocki är en insektsart som beskrevs av Knight 1968. Dicyphus paddocki ingår i släktet Dicyphus och familjen ängsskinnbaggar. Inga underarter finns listade i Catalogue of Life.